# Illorai
Illorai (sardinski: Illorài) je grad i općina (comune) u pokrajini Sassariju u regiji Sardiniji, Italija. Nalazi se na nadmorskoj visini od 503 metra i ima 861 stanovnika.
 Prostire se na 57,19 km². Gustoća naseljenosti je 15 st/km².
Susjedne općine su: Bolotana, Bonorva, Bottidda, Burgos, Esporlatu, Orani i Orotelli.